# I Don't Care (에드 시런과 저스틴 비버의 노래)
"I Don't Care"는 영국의 가수 에드 시런과 캐나다의 가수 저스틴 비버의 노래이다.

## 인증
| 국가                                                             | 인증        | 판매량/출하량 |
| ---------------------------------------------------------------- | ----------- | ------------- |
| 오스트레일리아 (ARIA)                                            | 8× 플래티넘 | 560,000       |
| 오스트리아 (IFPI 오스트리아)                                     | 3× 플래티넘 | 90,000        |
| 벨기에 (BEA)                                                     | 2× 플래티넘 | 80,000        |
| 브라질 (Pro-Música Brasil)                                       | 다이아몬드  | 160,000       |
| 캐나다 (뮤직 캐나다)                                             | 6× 플래티넘 | 480,000       |
| 덴마크 (IFPI Danmark)                                            | 3× 플래티넘 | 270,000       |
| 프랑스 (SNEP)                                                    | 다이아몬드  | 333,333       |
| 독일 (BVMI)                                                      | 2× 플래티넘 | 800,000       |
| 이탈리아 (FIMI)                                                  | 3× 플래티넘 | 150,000       |
| 뉴질랜드 (RMNZ)                                                  | 2× 플래티넘 | 60,000        |
| 노르웨이 (IFPI 노르웨이)                                         | 3× 플래티넘 | 180,000       |
| 폴란드 (ZPAV)                                                    | 다이아몬드  | 250,000       |
| 포르투갈 (AFP)                                                   | 5× 플래티넘 | 50,000        |
| 스페인 (PROMUSICAE)                                              | 3× 플래티넘 | 120,000       |
| 스위스 (IFPI 스위스)                                             | 플래티넘    | 20,000        |
| 영국 (BPI)                                                       | 4× 플래티넘 | 2,400,000     |
| 미국 (RIAA)                                                      | 2× 플래티넘 | 2,000,000     |
| Streaming                                                        |             |               |
| 일본 (RIAJ)                                                      | 골드        | 50,000,000    |
| 스웨덴 (GLF)                                                     | 3× 플래티넘 | 24,000,000    |
| 판매량+스트리밍을 기반으로 한 인증 · 스트리밍을 기반으로 한 인증 |             |               |